# Standardatmosfär (ISA)

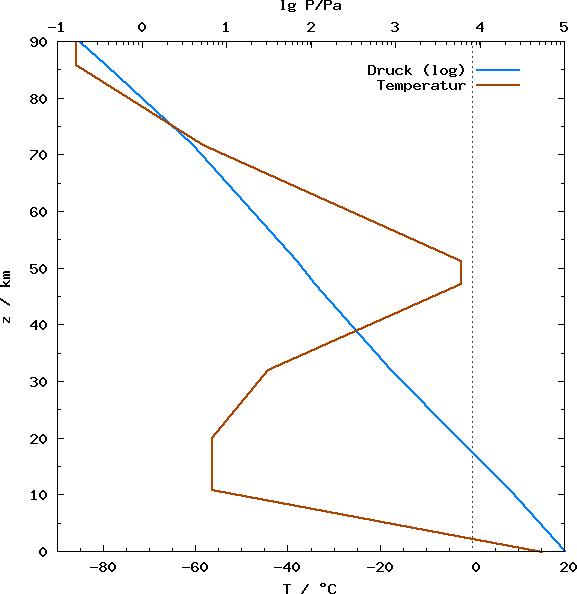
ISA 1976; tryck (blå linje) anges på logaritmisk skala som varierar från 10^{5} Pa vid jordytan till 0,1 Pa på 90 km höjd.

Standardatmosfär eller referensatmosfär är en hypotetisk, vertikal fördelning av jordatmosfärens temperatur, tryck, densitet och sammansättning, vilken används som representativ för jordatmosfären i olika tekniska och vetenskapliga sammanhang.  Flera definitioner av standardatmosfärer existerar men vanligtvis syftar man på den Internationella Standardatmosfären, ISA (ISO 2533:1975).

Standardatmosfären delas, liksom den reella atmosfären, in i olika skikt. Närmast jordytan ligger troposfären (0-11km), därefter följer stratosfären (11-51 km) och mesosfären. Eftersom ISA främst används inom meteorologin och för prestandaberäkningar för flyg så är de atmosfäriska lagren därovan inte så intressanta.
För standardatmosfären gäller vissa definitioner:
- Vid jordytan (havets medelnivå) är trycket 1013,25 hPa (hektopascal) och temperaturen 15 °C
- Temperaturen faller med 1,98 °C/1000 fot, dvs 6,5 °C/km, upp till tropopausen på 36 090 fot (ca 11 km). Där är temperaturen -56,5 °C.
- Tryck och densitet beräknas genom hydrostatisk jämvikt och allmänna gaslagen.
- Ovanför tropopausen, som utgör gränsskiktet mellan troposfären och stratosfären, och upp till ca 20 km är temperaturen konstant.